# Lope de Aguirre
Lope de Aguirre (8. listopadu 1510 Oñati – 27. října 1561 Barquisimeto) byl španělský conquistador, známý také jako Lope el Loco (Šílený Lope), El Tirano (Tyran) nebo Ira de Dios (Hněv Boží).
Pocházel z rodiny drobné baskické šlechty. V mládí odešel do Ameriky, kde se živil jako žoldnéř, mj. pomáhal potlačit povstání encomenderů pod vedením Gonzala Pizarra. Drsný vojácký život ho poznamenal jak fyzicky (podle dobových svědectví měl znetvořenou nohu), tak především psychicky. V září 1560 se přidal k hledačům legendárního Eldoráda, které vedl Pedro de Ursúa. Jeho výprava, kterou tvořilo přes tisíc lidí, vyrazila z Chachapoyas, po řekách Huallaga a Marañón se dostala na Amazonku a plula na brigantinách po jejím proudu. Bezvýsledná a stále namáhavější cesta vedla k nespokojenosti s vedením výpravy, které Aguirre chytře využil, na Nový rok 1561 zabil Ursúu a formálně ho nahradil „generálem“ Fernandem de Guzmánem, veškerá rozhodnutí však vydával sám.
V dubnu 1561 se zastavil na místě nazvaném Pueblo de Matanza (Osada vraždění) nedaleko pozdějšího města Manaus, kde zabil Guzmána i Ursúovu milenku Inés de Atienza. Svoji výpravu pak dovedl k ústí Amazonky a odsud po moři na ostrov Isla de Margarita, kde zabil místního guvernéra a nastolil se svou soldateskou vládu teroru. Z ostrova poslal španělskému králi Filipovi II. dopis, v němž mu vypověděl poslušnost a prohlásil se za vládce Peru, Chile a Tierra Firme (tehdejší označení jihoamerické pevniny). Bylo to poprvé v historii, kdy Evropané v Novém světě vyhlásili odtržení od mateřské země. Aguirre se pak vylodil na pevnině a chtěl se dostat přes venezuelské vnitrozemí zpět na Amazonku a odtud do Peru, aby se ujal vlády. Během pochodu však většina jeho ozbrojenců dezertovala a ve městě Barquisimeto Aguirreho 27. října 1561 dostihla trestná výprava královských vojáků. V obklíčení probodl dýkou svoji šestnáctiletou dceru, aby nepadla do rukou nepřátel, pak byl zastřelen, jeho tělo bylo rozčtvrceno a hlava vystavena ve městě El Tocuyo. Francisco Vasquez, jeden z přeživších členů výpravy, ve svých pamětech uvádí, že Aguirre během svého řádění zabil nebo nechal zabít nejméně šedesát Španělů a podstatně více domorodců.
Aguirreho osudy umělecky ztvárnili Werner Herzog ve filmu Aguirre, hněv Boží (1972, v hlavní roli Klaus Kinski) a Carlos Saura ve filmu El Dorado (1988, v hlavní roli Omero Antonutti).